# Trigomphus agricola
Trigomphus agricola är en trollsländeart som först beskrevs av Friedrich Ris 1916.  Trigomphus agricola ingår i släktet Trigomphus och familjen flodtrollsländor. Inga underarter finns listade i Catalogue of Life.